# Chiesa evangelica armena
La chiesa evangelica armena (in armeno Հայաստանեայց Աւետարանական Եկեղեցի?) fu fondata il 1º luglio 1846 da trentasette uomini e tre donne a Costantinopoli.

## Storia
Nel XIX secolo Costantinopoli era caratterizzata da un grande fermento intellettuale e spirituale che portò molti cristiani riformisti ad un più attento studio della Bibbia conducendoli infine alla rottura con il Patriarcato armeno di Costantinopoli, fino alla scomunica pronunciata dal patriarca Matteos Chouhajian, obbligandoli ad organizzarsi in un millet protestante, separato da quello armeno e alla creazione nel 1846 della chiesa evangelica armena.
Oggi ci sono 88 chiese evangeliche armene sparse nei seguenti paesi: Argentina, Armenia, Australia, Belgio, Brasile, Bulgaria, Canada, Cipro, Egitto, Regno Unito, Francia, Georgia, Grecia, Iran, Libano, Siria, Turchia, Uruguay e Stati Uniti d'America.

## Unioni Armene Evangeliche
- Unione delle chiese armene evangeliche del vicino oriente (UAECNE, 1924)
- Unione evangelica armena del Nord America (AEUNA, 1971)
- Unione evangelica armena di Francia (AEUF, 1924)
- Unione delle chiese evangeliche in Armenia (1995)
- Unione evangelica armena dell'Eurasia (1995)
- Associazione evangelica armena d'Europa
- Unione delle associazioni evangeliche armene in Bulgaria (1995)